# Eleutherococcus brachypus
Eleutherococcus brachypus là một loài thực vật có hoa trong Họ Cuồng cuồng. Loài này được (Harms) Nakai mô tả khoa học đầu tiên năm 1927.